# 정향란
정향란은 대한민국의 가수다. 2018년 싱글 《오직 주님만》으로 정식 데뷔했다.

## 방송
- 씨씨엠스타 4 (2016) - 금상

## 음반
- 오직 주님만 (2018)

## 기타
- 히즈윌 - 기록할 수 없는 사랑 (2008) - 작사, 보컬
- 히즈윌 - 곁눈질 (2010) - 보컬
- 히즈윌 - 십자가로 나는 충분합니다 (2013) - 보컬
- 킹덤드림 - 갈보리 그 언덕 (2018) 피처링
- 히즈윌 - 오늘도 나는 (2019) 피처링